# Mouhers
Mouhers ist eine französische Gemeinde mit 205 Einwohnern (Stand: 1. Januar 2022) im Département Indre in der Region Centre-Val de Loire; sie gehört zum Arrondissement La Châtre und zum Kanton Neuvy-Saint-Sépulchre. 

## Geographie
Mouhers liegt etwa 34 Kilometer südsüdöstlich von Châteauroux. Nachbargemeinden von Mouhers sind Neuvy-Saint-Sépulchre im Norden und Osten, Saint-Denis-de-Jouhet im Südosten, Cluis im Süden und Westen sowie Gournay im Nordwesten.

## Bevölkerungsentwicklung
| Jahr                      | 1962 | 1968 | 1975 | 1982 | 1990 | 1999 | 2006 | 2013 |
| Einwohner                 | 431  | 370  | 342  | 301  | 269  | 250  | 242  | 240  |
| Quelle: Cassini und INSEE |      |      |      |      |      |      |      |      |

## Sehenswürdigkeiten
- Kirche Saint-Maurice aus dem 12. Jahrhundert

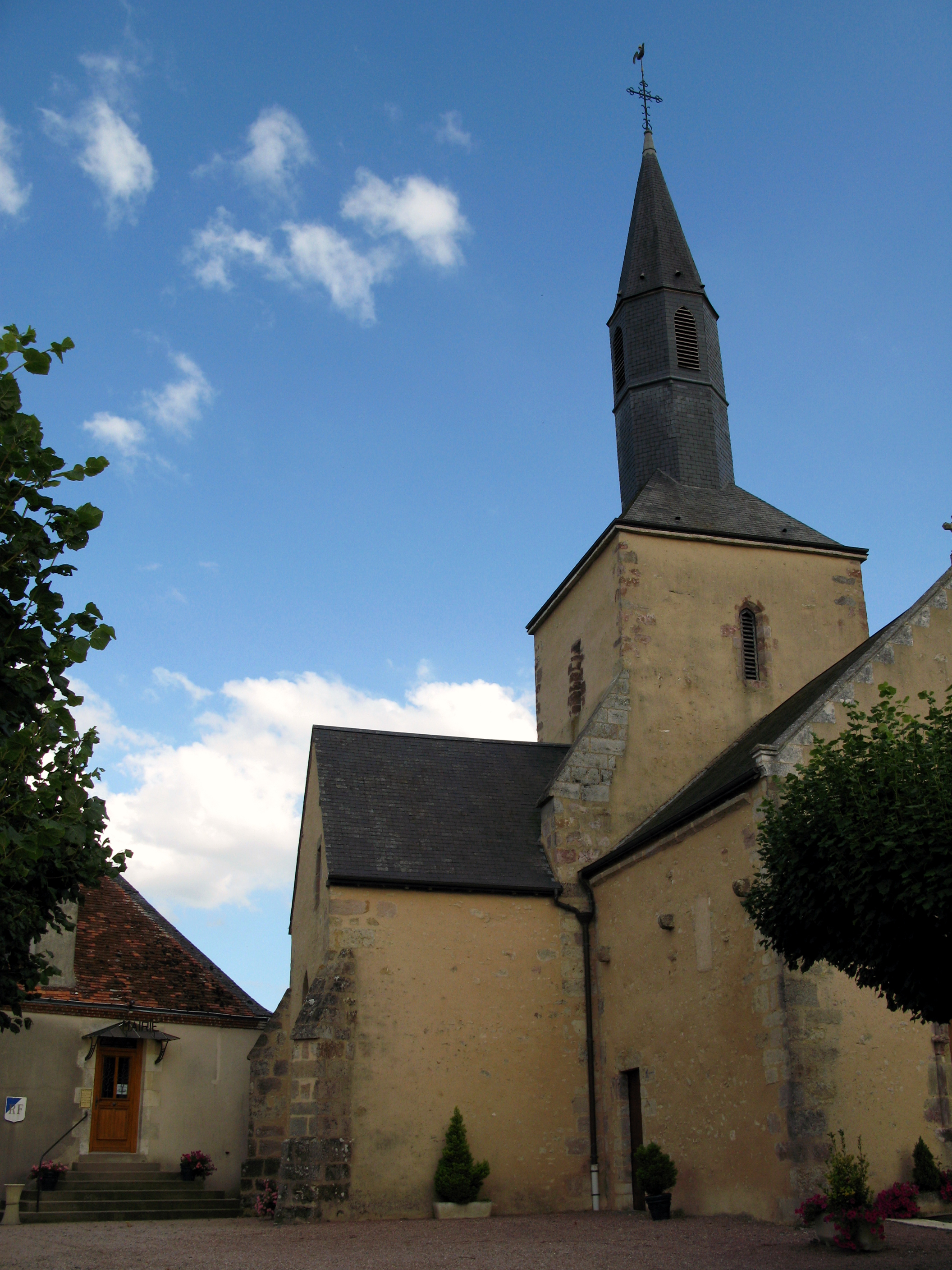
Kirche Saint-Maurice

- Schloss Limanges